# Південний міст (Київ)
Півде́нний міст — вантовий міст через річку Дніпро, найвищий міст Києва (висота пілону 133 м). Розташований у Голосіївському та Дарницькому районах.

## Історія
Проєктувати Південний міст почали незабаром після відкриття Північного. Він мав сполучити центр Києва з лівобережними районами, які активно розбудовувалися, лінією метрополітену й автомагістраллю. Крім того, міст мав стати більш зручним автошляхом до аеропорту у Бориспілі.
У 1983 році було будівництво мостового переходи, автомобільний рух мостом відкрито 25 грудня 1990 року, рух поїздів метро — 30 грудня 1992 року. Автор проєкту та головний інженер — Заслужений будівельник України Фукс Георгій Борисович. Це був третій міст через річку Дніпро в Києві, участь у проєктуванні якого брав Георгій Фукс Міст вважався найсучаснішим на території СРСР, на будівництво було витрачено близько 112 млн карбованців (близько 200 млн доларів США).

## Особливості будови
Довжина мосту — 1256 м, ширина — 41 м. Мостом пролягає Сирецько-Печерська лінія Київського метрополітену. Міст сполучає Саперно-Слобідську вулицю та Столичне шосе (правий берег) із проспектом Миколи Бажана (житловий масив Позняки) на лівому березі річки Дніпро, є частиною автошляху міжнародного значення М03E40. Це перший вантовий міст із рейковим транспортом, зведений у СРСР. Інженери вирішили зробити Південний міст вантовим, з метою забезпечити великий проліт для річкового транспорту. Вантова частина мосту виконана зі сталі, вона підвішена на вантах за 133-метровий пілон. Коли проєкт моста тільки розробляли, у пілоні моста хотіли відкрити ресторан. Але зрештою від ідеї відмовилися. Оскільки пілон височить посередині моста, то відвідувачам довелося би йти туди пішки. До того ж були проблеми з підведенням комунікацій.
Довжина судноплавного прольоту складає 271 м. З правого берега до неї веде балкова естакада зі збірного залізобетону.

## Сучасний стан
Щороку з шляхопроводом постійно виникають проблеми. На ньому часто влаштовують ремонти, що призводить до постійних заторів з одного берега на інший. Замість якісного та професійного обслуговування мосту — складної конструктивної споруди, на її частку припала величезна кількість розтягнутих у часі ремонтів, які щороку створюють величезні незручності, як для киян, так і для транзитного автотранспорту.

## Галерея

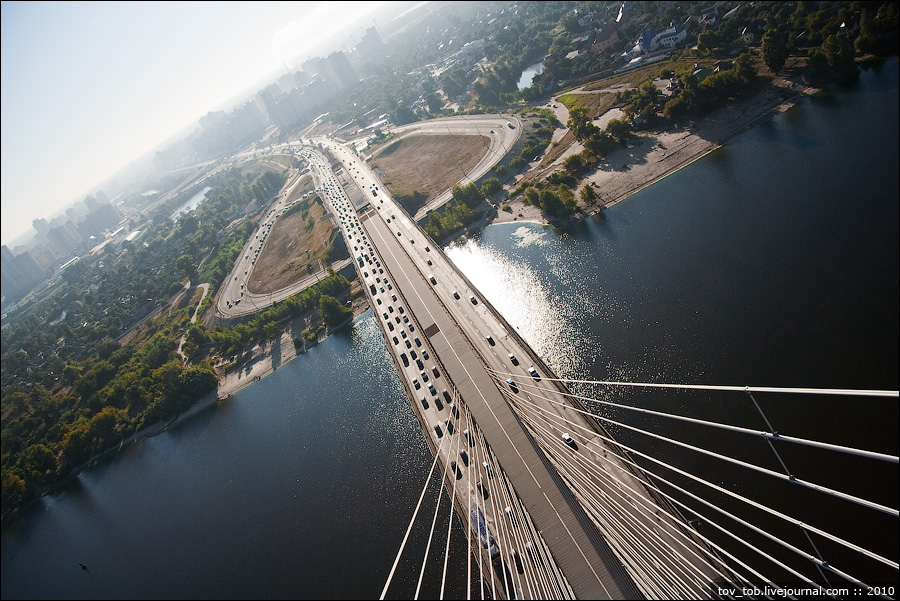
Краєвид на Лівий берег (2010)
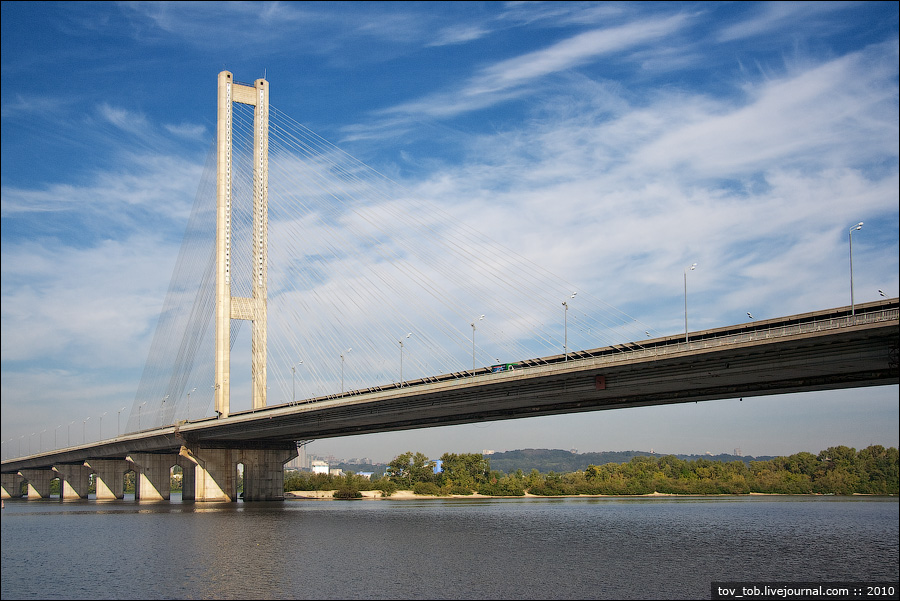
Краєвид на північ
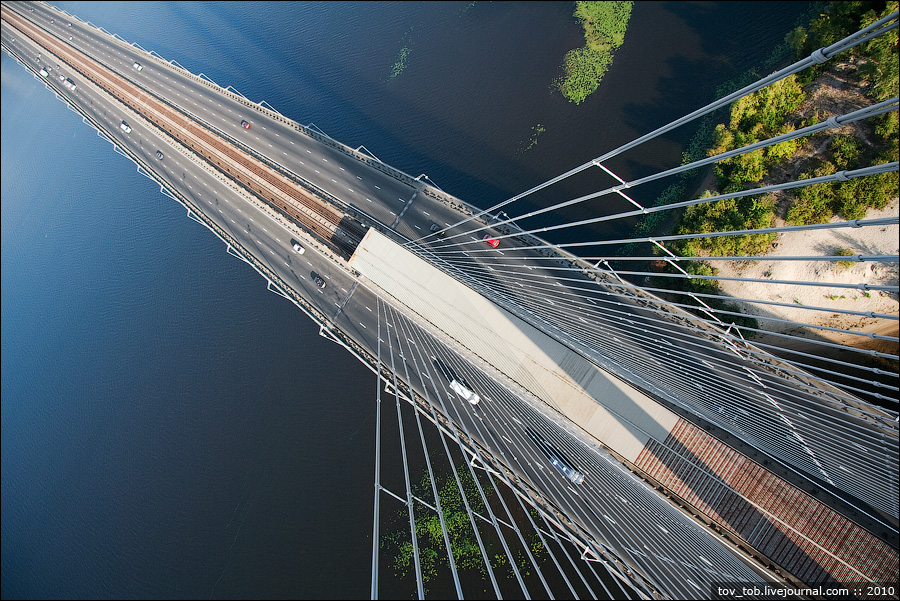
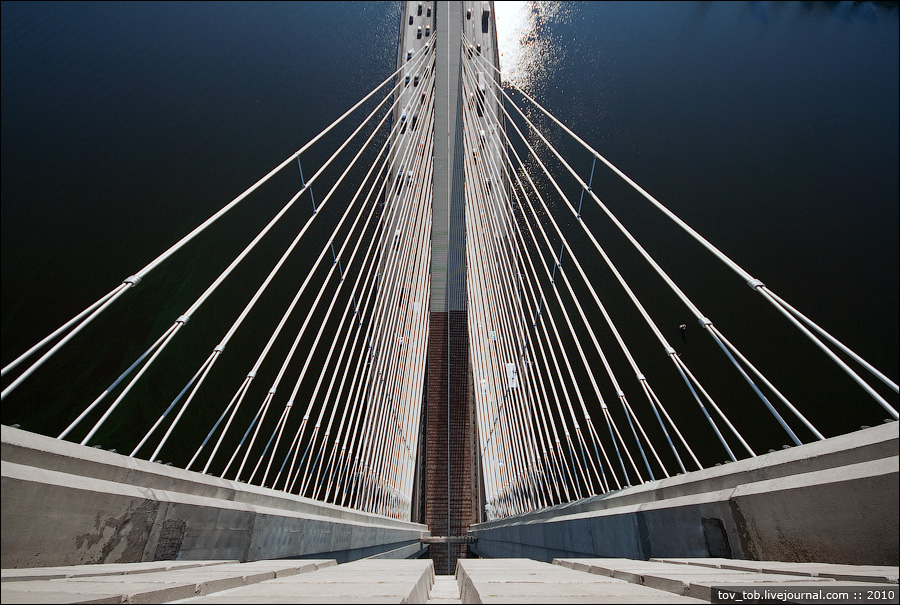
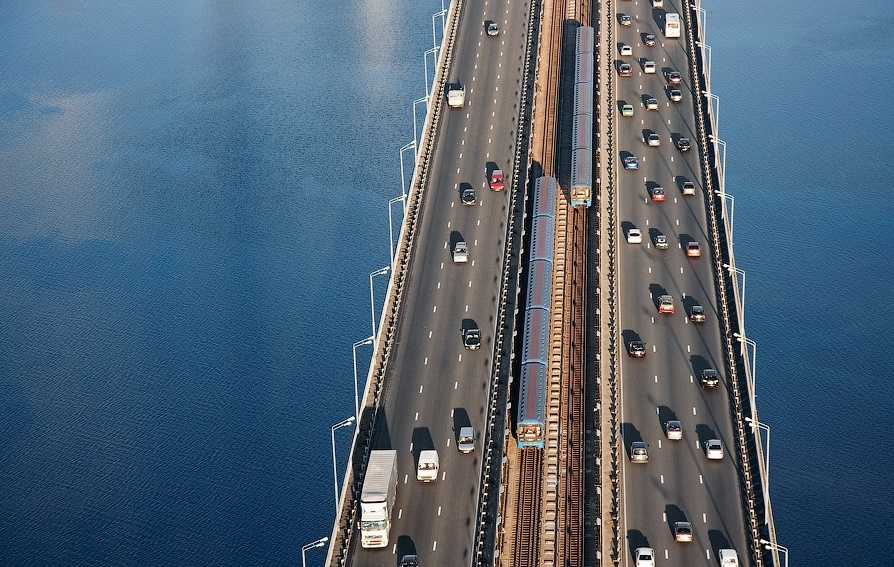
Поїзди метрополітену
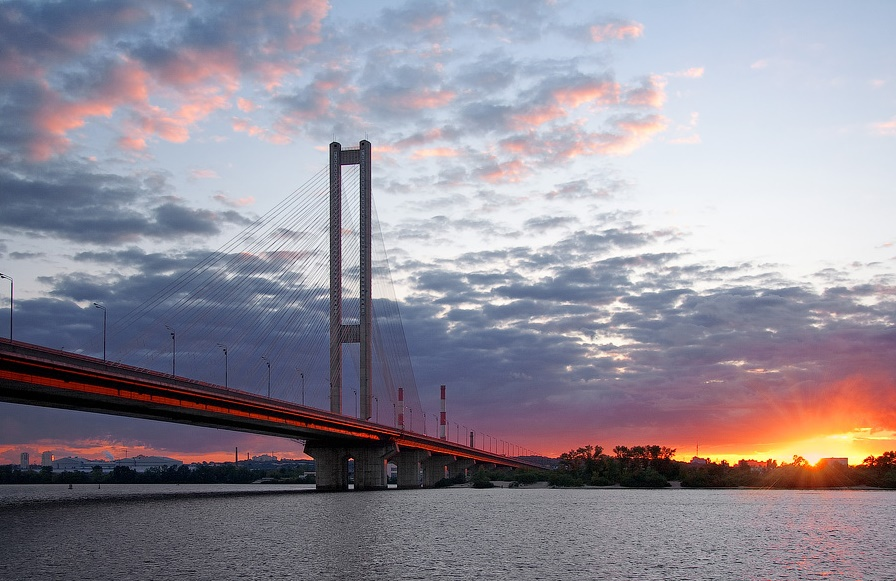
Краєвид на Правий берег
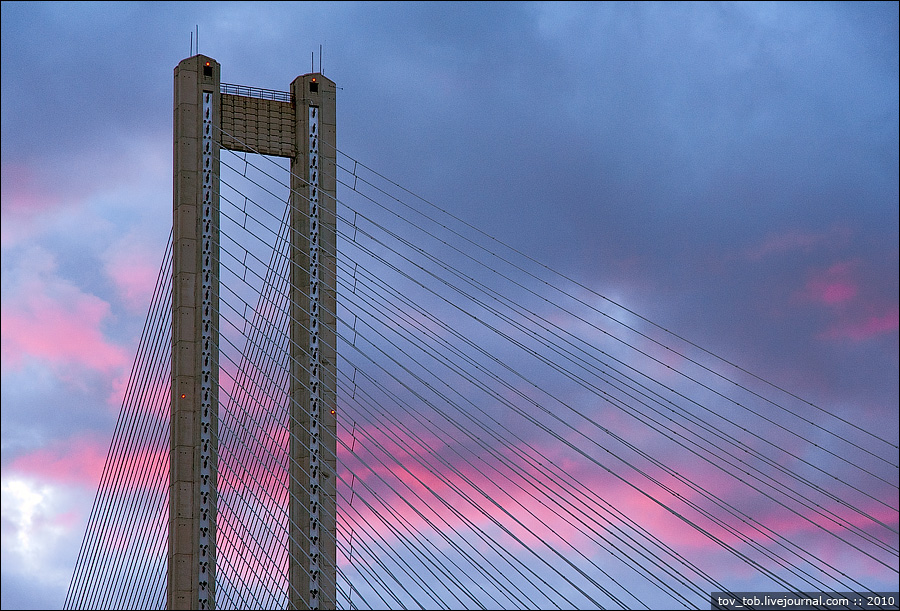
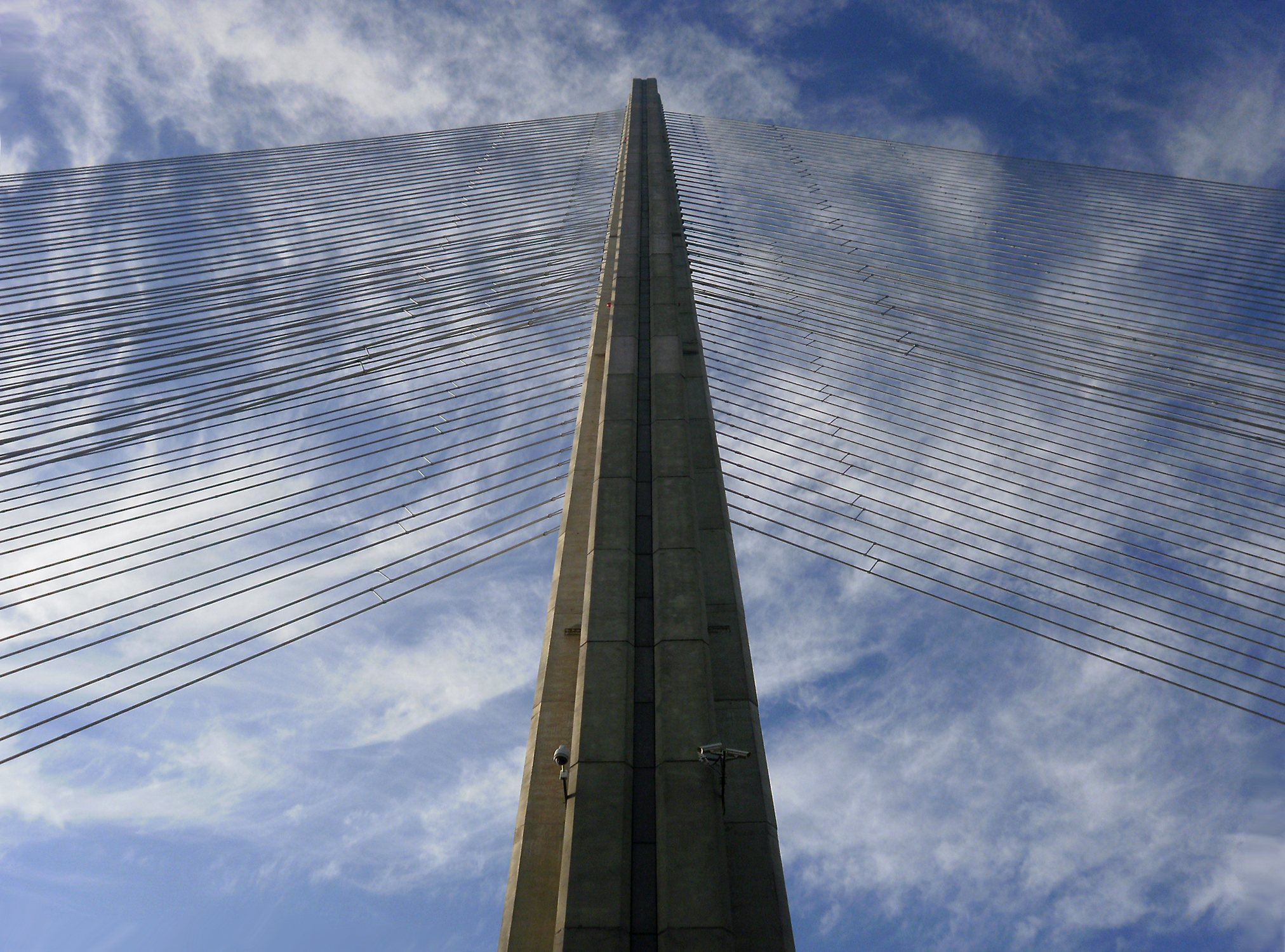
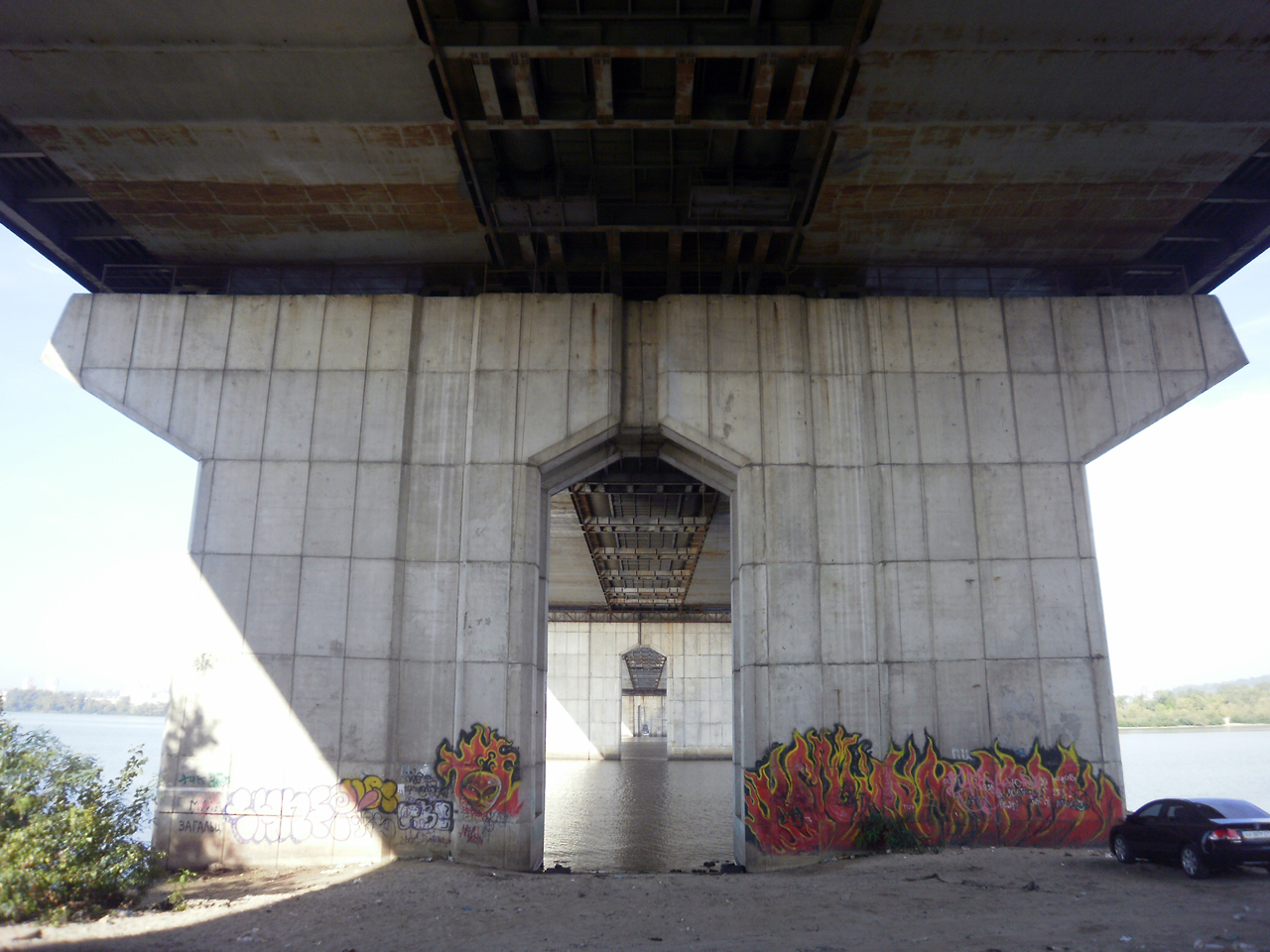
Під мостом
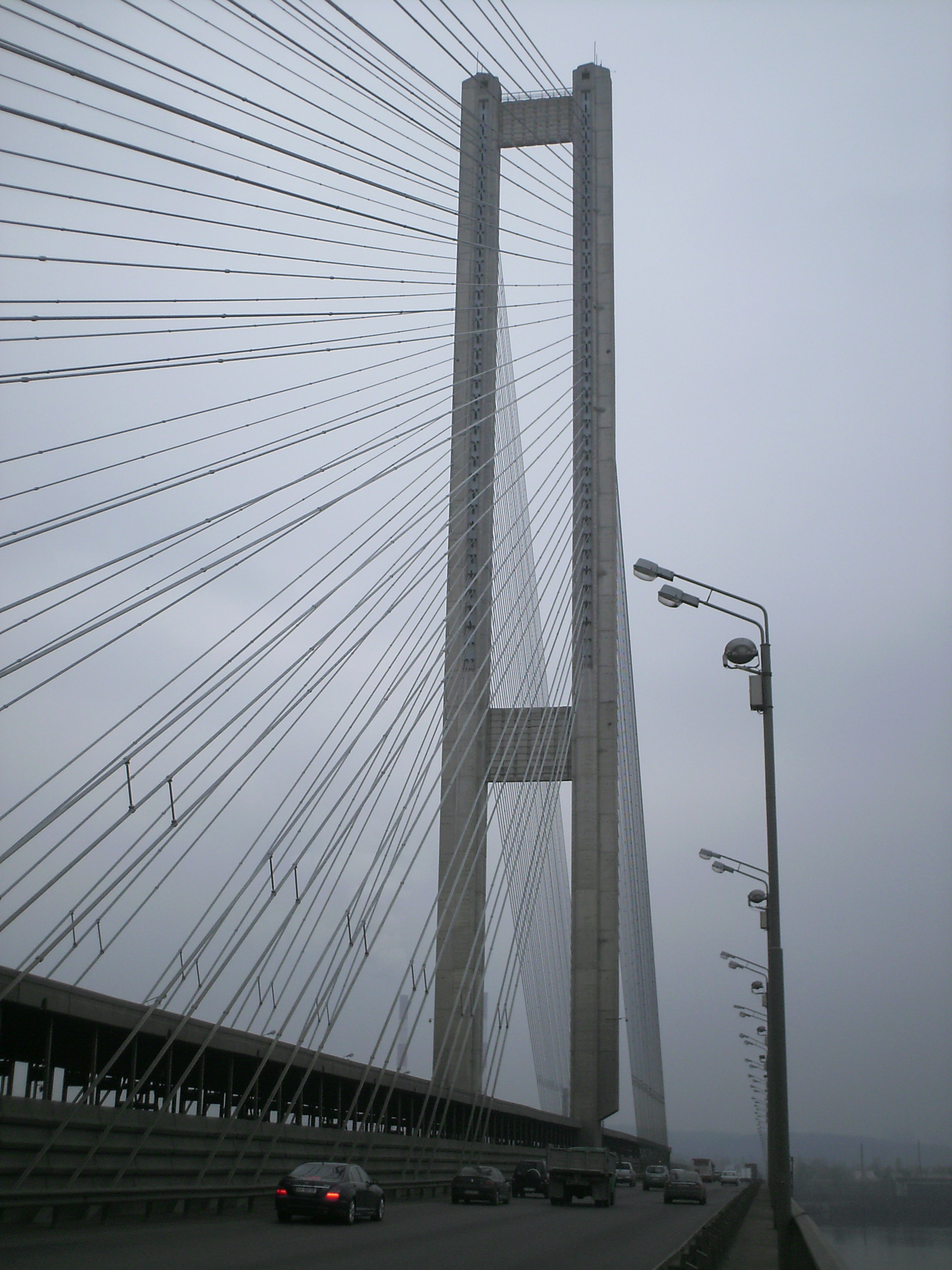
Пілон
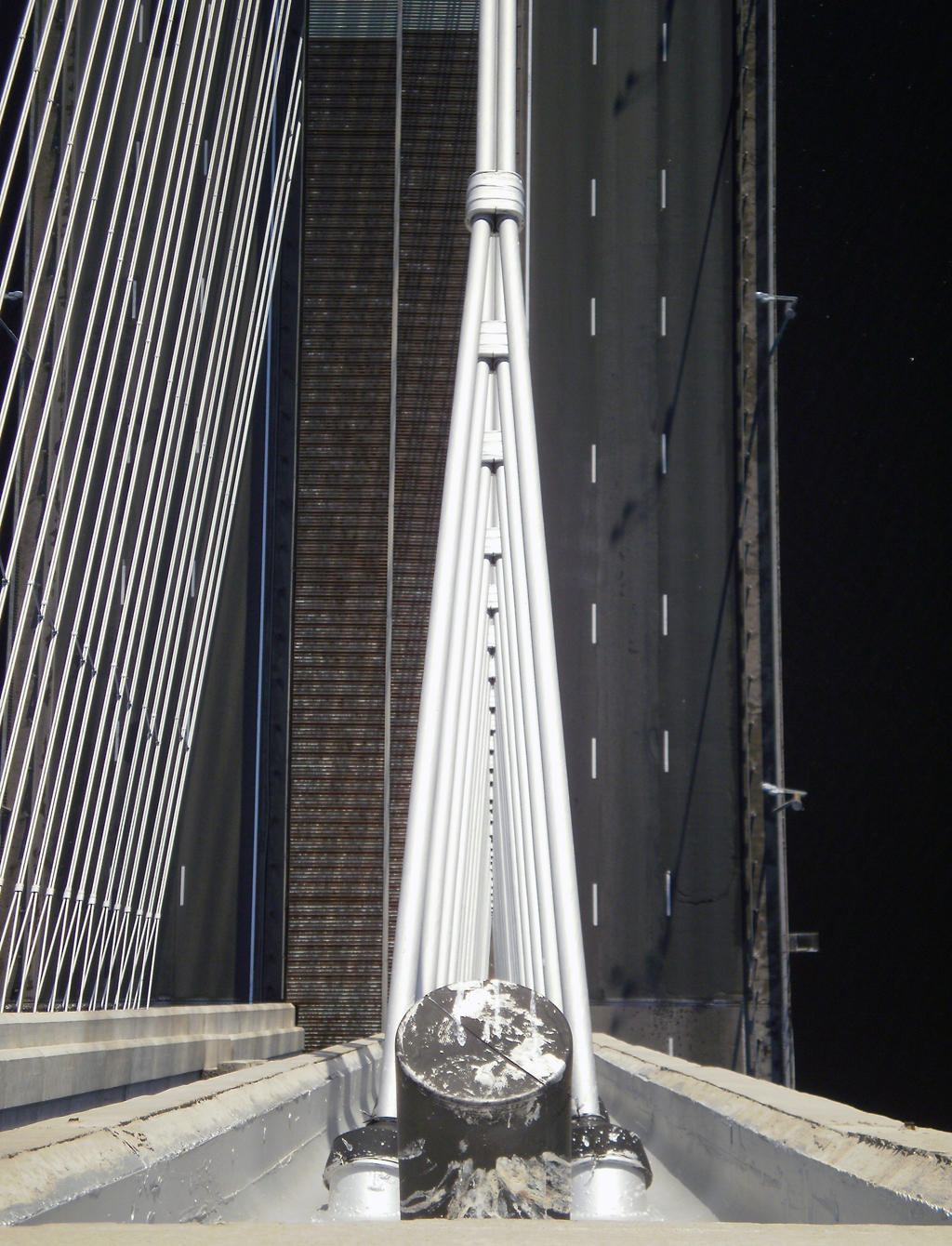
Кріплення вантів